# Мирослављево јеванђеље
Мирослављево јеванђеље је кодекс, односно рукописна књига. То је један од најзначајнијих ћириличких споменика српске и јужнословенске, односно српско-словенске писмености из 12. века. Мирослављево јеванђеље је по свом саставу јеванђелистар, богослужбена књига у којој су текстови распоређени према читањима у току црквене године. Писано је за Мирослава, брата великог жупана Стефана Немање, кнеза хумског за потребе његове задужбине цркве светог Петра на Лиму, око које је касније настало Бијело Поље, потиче с краја 12. века, највероватније из претпоследње деценије (1180–1191). Мирослављев ктиторски натпис на задужбини такође сведочи о развоју наше писмености. Поједини историчари сматрају да је кнез Мирослав претходно био богумил (патарен) јер је у то доба овај верски покрет био веома снажан али за ову хипотезу не постоје чврсти докази. Хумски кнез Мирослав био је ожењен сестром босанског бана Кулина.
По типу то је пуно изборно јеванђеље - апракос, што значи да има читања за сваки дан, по Пасхи, по Педесетници, по новом лету, као и празнична и пригодна читања. Мирослављев пуни апракос се разликује од осталих јужнословенских и источнословенских (староруских) пуних апракоса што га чини јединственим, односно оригиналним у односу на распрострањенији тип мстиславско-вукановски пуни апракос. Текст се сврстава у најстарију словенску редакцију, која се одликује тачношћу, верношћу оригиналу, јасноћом, а у коју још спадају Маријино, Асеманово, Остромирово јеванђеље, Савина књига итд. Јеванђеље има 181 лист, текст је писан на белом, танком пергаменту, у два ступца, словима уставне ћирилице и украшен је са око триста стилизованих минијатура и иницијала у боји и злату. Сматра се да је пренето на Свету Гору, заједно са Вукановим јеванђељем, у време оснивања манастира Хиландар (око 1198. године), где су се налазила до средине (Вуканово), односно до краја 19. века (Мирослављево). Мирослављев (1180-1191) и Вуканов (1196-1202) јеванђелистар су најстарије сачуване ћириличне књиге у Србији, док Маријин јеванђелистар из 11. века, писан глагољицом, упућује такође на наше штокавско говорно поднебље.
Рукопис Мирослављевог јеванђеља налази се у Београду, у Народном музеју, сем једног листа који се чува у Националној библиотеци Русије у Санкт Петербургу. Рукопис је због ратних и кризних догађаја у 20. веку, а у односу на минули манастирски период претрпео велика оштећења, док лист који се налази у Санкт Петербургу данас важи за најбоље очуван фрагменат од целог јеванђеља. Сматра се да су ипак највећа оштећења на рукопису настала у мирнодопско време 1966. године током његовог нестручнога јавног излагања у стакленој витрини под јаким сијаличним светлом у Народном музеју које је само убрзало процес „исушивања" пергамента. Стање рукописа је током 1970-их било нарочито алармантно да би његово проглашење за културно добро од изузетног значаја 1979. године пресудно утицало да се две године касније формира посебан новчани фонд за рестаурацију и конзервацију јеванђеља. Од јуна 2005. године Мирослављево јеванђеље уврштено је у Унеско листу „Памћење света" (енгл. Memory of the World), на којој је за сада само 120 докумената од изузетног и универзалног значаја. Упис у ову листу потврда је изузетног значаја и вредности Мирослављевог јеванђеља, а уједно и обавеза његовог очувања за добробит човечанства.
Од 2009. године Мирослављево јеванђеље увршћено је у Унескову „Светску дигиталну библиотеку" (енгл. World Digital Library). Назив овом кодексу (рукопису) дао је Стојан Новаковић, тадашњи управник Народне библиотеке у Београду.
Од када је пренето из Хиландара у Београд 1896. године, Мирослављево јеванђеље је са државом Србијом и српским народом преживљавало све бурне историјске догађаје 20. века, у правом смислу тих речи.